# Ngarrkiska språk

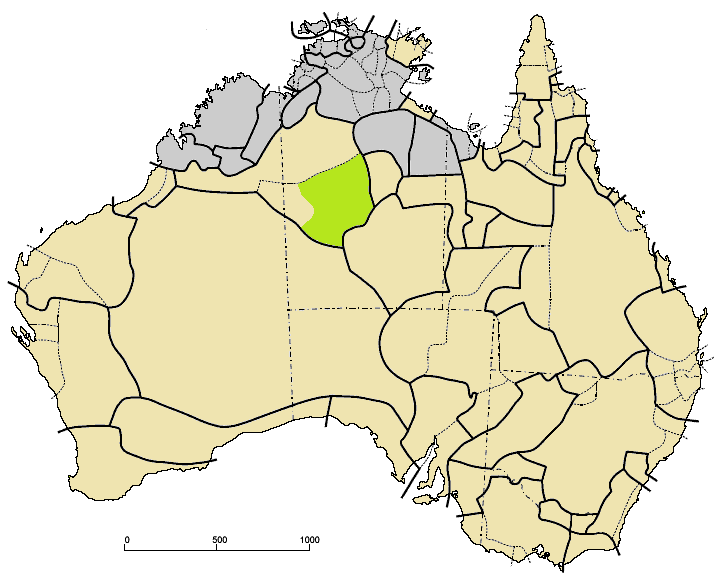
Regionen där ngarrkiska språk talas i.

Ngarrkiska eller Yapa är en liten språkfamilj som talas i Centrala Australien. Den består av de två närbesläktade språken Warlmanpa samt det större Warlpiri. Den är del av den stora sydvästra grenen inom den Pama-Nyunganska språkfamiljen..
Språkfamiljen döptes efter det gemensamma ordet för initierad man hos de ingående språken, ngarrka.